# Comptines celtiques et d'ailleurs
Albums de Dan Ar Braz
Les Perches du Nil
(2007) Celebration
(2012)
Comptines celtiques et d'ailleurs est le dix-huitième album studio de Dan Ar Braz, paru le 6 novembre 2009 avec les éditions Eveil et Découvertes. Les chansons sont interprétées par la chanteuse Clarisse Lavanant, avec parfois les chœurs de Dan Ar Braz.

## Conception
Le projet est né en juin 2009, sur une proposition de Rémi Guichard, directeur des éditions Éveil et Découvertes qui publie des livres et des disques pour enfants. L'équipe musicale très restreinte, ayant fait appel à seulement deux musiciens (Patrick Péron et Ronan Le Bars) et la chanteuse Clarisse Lavanant.

## Caractéristiques artistiques
Toutes les chansons sont en français, certaines sont très connues et d'autres plus ou moins originales. The Alley to the Dreams est une reprise instrumentale de Bonne nuit les petits. La Berceuse de l'Océan est un très vieux morceau de Dan ar Braz, extrait de son tout premier album solo et appelé La Naissance de Dahud, auquel Clarisse a rajouté un texte. Le Chant du Meunier est une adaptation du Can y Melinydd qu'interprète Alan Stivell sur son album Chemins de terre.

## Fiche technique

### Liste des titres
| No  | Titre                                                                    | Durée |
| --- | ------------------------------------------------------------------------ | ----- |
| 1.  | Ali bali bee                                                             | 1:52  |
| 2.  | La berceuse de l'Océan                                                   | 3:18  |
| 3.  | Frère Jacques (instrumental)                                             | 3:04  |
| 4.  | À la claire fontaine                                                     | 4:58  |
| 5.  | Gentil Coquelicot                                                        | 3:46  |
| 6.  | Le bal des fées                                                          | 2:31  |
| 7.  | Il était un petit homme                                                  | 2:54  |
| 8.  | Bonne nuit les petits                                                    | 3:00  |
| 9.  | C'est comme cela                                                         | 3:06  |
| 10. | A la claire fontaine...                                                  | 4:25  |
| 11. | Jean Petit qui danse                                                     | 2:11  |
| 12. | Le chant du meunier                                                      | 2:52  |
| 13. | Les petits Saint Jean                                                    | 4:14  |
| 14. | The alley to the dreams (version instrumentale de Bonne nuit les petits) | 2:56  |

### Crédits

#### Musiciens
- Dan Ar Braz : guitares, dobro, harmonica, chœurs
- Clarisse Lavanant : chant
- Patrick Péron : claviers, programmations
- Ronan Le Bars : flûtes, cornemuse irlandaise